# Diocesi di Sasabe
La diocesi di Sasabe (in latino Dioecesis Sasabensis) è una sede soppressa e sede titolare della Chiesa cattolica.

## Storia
Sasabe fa riferimento al monastero di Sant'Adriano di Sasabe, nella Valle de Lubierre, nell'odierno comune spagnolo di Borau, di cui oggi resta solo la chiesa.
In seguito all'invasione araba della Spagna, la diocesi di Huesca rimase vacante per due secoli. Nel X secolo i territori dell'attuale Aragona passarono sotto il controllo dei re di Navarra, e, dal punto di vista ecclesiastico, dipendevano dai vescovi di Pamplona. Data l'estensione e la vastità della propria diocesi, nel 922 il vescovo Galindo di Pamplona consacrò tre nuovi vescovi tra i quali suddivise il territorio. Uno di questi vescovi fu Ferriolo, che assunse il nome di vescovo di Sasabe, poiché, in mancanza di un centro abitato di una certa grandezza ed importanza, aveva posto la sua sede nel monastero che portava il nome di Sasabe nella valle di Borau. I vescovi assunsero anche il nome di vescovi di Aragona, in quanto questa piccola diocesi era la prima sede episcopale aragonese.
Verso la metà dell'XI secolo il conte aragonese Sancho Ramírez si proclamò re di Aragona e fece di Jaca la sua capitale. In questa città il re trasferì la sede dei vescovi di Aragona; dopo aver deposto l'ultimo vescovo con sede a Sasabe, Sancho, nominò il proprio fratello, minorenne, García Ramírez come primo vescovo di Jaca nel 1076. In questo modo ebbe fine la diocesi di Sasabe.
Dal 1969 Sasabe è annoverata tra le sedi vescovili titolari della Chiesa cattolica; dal 29 novembre 1999 l'arcivescovo, titolo personale, titolare è Giacomo Guido Ottonello, già nunzio apostolico in Slovacchia.

## Cronotassi

### Vescovi residenti
- Ferriolo † (menzionato nel 922)
- Fortuno † (933 - 957)
- Atone † (958 - 960)
- Aureolo † (971 - 978)
- Blasco † (menzionato nel 1004)
- Mancio † (1011 - 1036 ?)
- García † (1036 - 1057)
- Sancho † (1058 - 1075 deposto)
  - Sede trasferita a Jaca

### Vescovi titolari
- Santo Bergamo † (15 dicembre 1969 - 15 giugno 1979[1] nominato vescovo di Oppido Mamertina)
- Alphonse Gallegos, O.A.R. † (24 agosto 1981 - 6 ottobre 1991 deceduto)
- Julián Barrio Barrio (31 dicembre 1992 - 5 gennaio 1996 nominato arcivescovo di Santiago di Compostela)
- Juan José Omella (15 luglio 1996 - 29 ottobre 1999 nominato vescovo di Barbastro-Monzón)
- Giacomo Guido Ottonello, dal 29 novembre 1999